# Belbèze-en-Comminges
Belbèze-en-Comminges is een gemeente in het Franse departement Haute-Garonne (regio Occitanie) en telt 106 inwoners (2009). De plaats maakt deel uit van het arrondissement Saint-Gaudens.

## Geografie
De oppervlakte van Belbèze-en-Comminges bedraagt 9,8 km², de bevolkingsdichtheid is dus 10,8 inwoners per km².
De onderstaande kaart toont de ligging van Belbèze-en-Comminges met de belangrijkste infrastructuur en aangrenzende gemeenten.

## Demografie
Onderstaande figuur toont het verloop van het inwonertal (bron: INSEE-tellingen).